# リング・ラードナー・ジュニア
リングゴールド・ウィルマー・"リング"・ラードナー・ジュニア（Ringgold Wilmer "Ring" Lardner Jr. 1915年8月19日 - 2000年10月31日）は、アメリカ合衆国のジャーナリスト、脚本家である。『女性No.1』（1942年）と『M★A★S★H マッシュ』（1970年）で2度アカデミー賞を獲得しているが、1940年代末から1950年代にかけての赤狩り時代にはハリウッドの映画スタジオのブラックリスト入りしていたことでも知られる。

## 生い立ち
シカゴで生まれる。父のリング・ラードナーは作家、ジャーナリスト、兄のジョンはスポーツライターであった。アンドーバーのフィリップス・アカデミーとプリンストン大学で学び、ソーシャリスト・クラブに加わる。2年生の時にモスクワ大学のアングロ＝アメリカン・インスティテュートで学ぶ。1935年にニューヨークに移り、『デイリー・ミラー』で短期間働いた後にデヴィッド・O・セルズニックの新会社で宣伝担当者として契約する。1937年にアメリカ共産党に入党する。

## キャリア
ハリウッドに移ったラドナーは自分の作品を執筆するようになる以前には広報や「スクリプトドクター」の仕事をしていた。1942年の『女性No.1』によりアカデミー賞脚本賞を受賞する。このほかにも『ローラ殺人事件』（1944年、クレジット無し）、『Brotherhood of Man』（1946年）、『永遠のアンバー』（1947年）を手がけた。
ラードナーは強い左翼思想の持ち主であり、スペイン内戦の際には共和国に資金援助を行った。また反ファシストデモの組織にも関わっていた。兄弟であるジェームズはエイブラハム・リンカーン大隊に加わっていたが、1938年にスペインで亡くなった。政治的な原動は映画スタジオの経営者達を困らせたものの彼の仕事は途切れず、1947年時点では20世紀フォックスと週給2000ドルの契約を結んでハリウッド屈指の高額脚本家となっていた。

### ブラックリスト

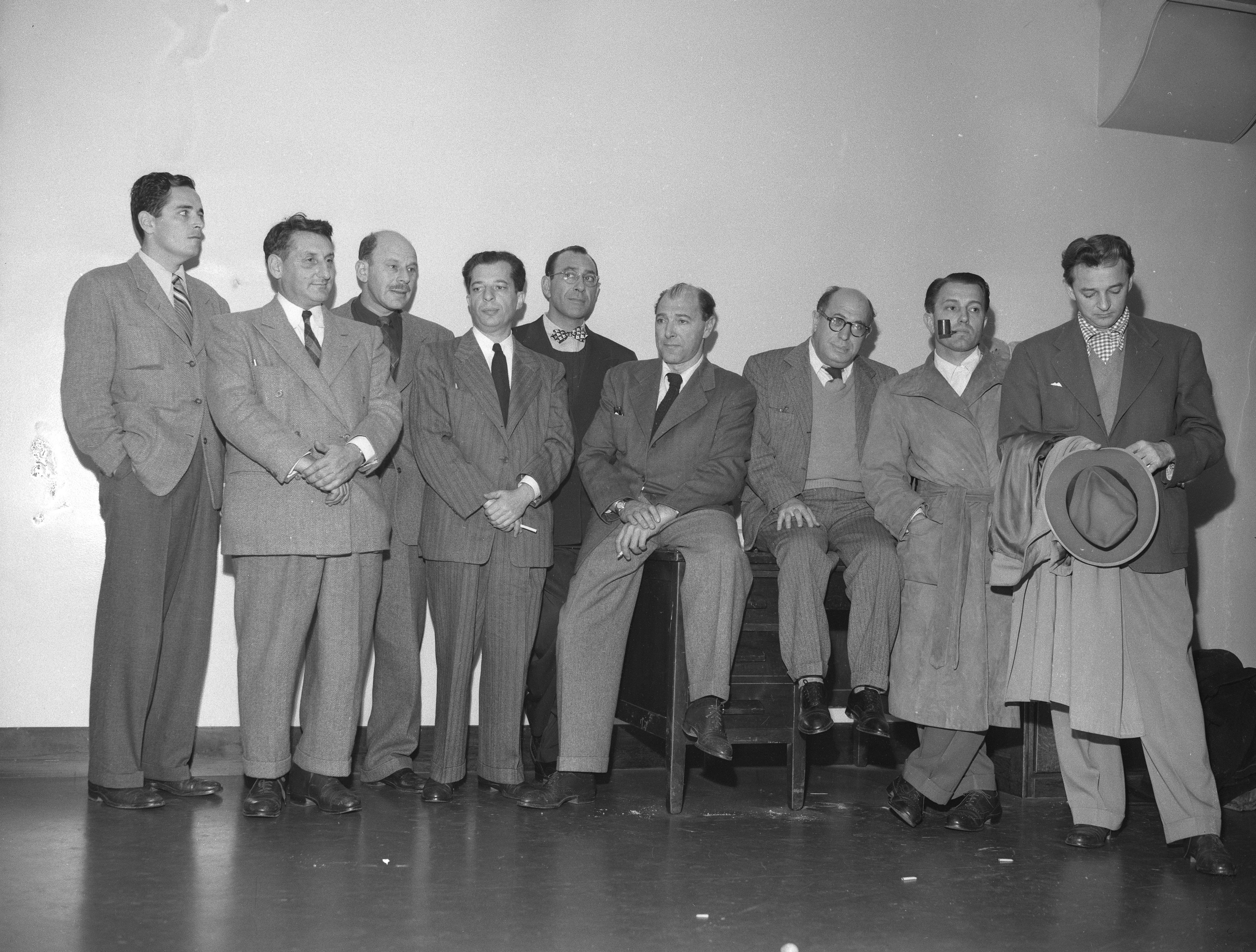
1947年に召喚されたハリウッド・テン。1番左側の人物がラードナー。

第二次世界大戦終結後、下院非米活動委員会（HUAC）はハリウッドの映画産業の調査を開始する。1947年9月にHUACはハリウッドで働く「友好的な証人」たちから左翼思想の業界人の情報を聞き出した。
1947年10月30日にラードナーはアルヴァ・ベッシー、ハーバート・ビーバーマン、アルバート・マルツ 、エイドリアン・スコット、ダルトン・トランボ、レスター・コール、エドワード・ドミトリク、サミュエル・オーニッツ、ジョン・ハワード・ローソンと共にHUACに召喚されたが、彼らはアメリカ合衆国憲法修正第1条を盾に証言を拒否した。「ハリウッド・テン」と呼ばれた彼らは議会侮辱罪で有罪判決を受け、ラードナーは罰金1000ドルとダンベリーの刑務所での12ヶ月の服役が命じられた。1947年10月28年に彼はフォックスとの契約を解除された。
ハリウッドのブラックリストに載ってしまったラードナーは数年にわたって小説『The Ecstasy of Owen Muir』（1954年）を執筆した。その後はイングランドに移り、『ロビン・フッドの冒険』といったテレビドラマの脚本を偽名を使って書いていた。1965年にマーティン・ランソホフ製作、ノーマン・ジュイソン監督の映画『シンシナティ・キッド』で再びクレジットされ、ブラックリスト入りは解除された。その後はアカデミー脚色賞を獲得した『M★A★S★H マッシュ』（1970）や『アリ/ザ・グレーテスト』（1977年）を手がけた。

## 私生活
1937年にデヴィッド・O・セルズニックの秘書だったシルビアと結婚する。2人は息子と娘を1人ずつもうけるが、1945年に離婚する、1946年、ネバダ州ラスベガスで女優のフランシス・チェイニーと結婚し、息子を1人もうけ、亡くなるまで連れ添った。チェイニーの前夫はラードナーの兄弟のデヴィッドであり、娘と息子を1人ずつもうけていたが、デヴィッドは1944年に亡くなった。

## 死去
2000年にマンハッタンで亡くなった。ハリウッド・テンの最後の生存者だった。